# Списак споменика културе у граду Бору
Следи списак споменика културе на територији града Бора:
| ИД      | Слика                                             | Назив                                             | Адреса                | Координате                                     | Место           | Градска општина | Општина | Надлежни завод |
| ------- | ------------------------------------------------- | ------------------------------------------------- | --------------------- | ---------------------------------------------- | --------------- | --------------- | ------- | -------------- |
| СК 327  | Конак кнеза Милоша у Брестовцу                    | Конак кнеза Милоша у Брестовцу                    |                       | 44.060154°N 22.044064°E / 44.060154, 22.044064 | Брестовац (Бор) |                 | Бор     | НИШ            |
| СК 328  | Летњи дворац кнеза Александра Карађорђевића       | Летњи дворац кнеза Александра Карађорђевића       |                       | 44.060204°N 22.043587°E / 44.060204, 22.043587 | Брестовац (Бор) |                 | Бор     | НИШ            |
| СК 873  | Зграда Техничког факултета у Бору                 | Зграда Техничког факултета у Бору                 | Војске Југославије 12 | 44.081593°N 22.095881°E / 44.081593, 22.095881 | Бор (град)      |                 | Бор     | НИШ            |
| СК 913  | Споменик српским и француским војницима 1912—1918 | Споменик српским и француским војницима 1912—1918 | Моше Пијаде           | 44.075984°N 22.099484°E / 44.075984, 22.099484 | Бор (град)      |                 | Бор     | НИШ            |
| СК 914  | Споменик Петру Радовановићу                       | Споменик Петру Радовановићу                       |                       | 44.079395°N 22.098725°E / 44.079395, 22.098725 | Бор (град)      |                 | Бор     | НИШ            |
| СК 915  | Споменик Миклошу Раднотију                        | Споменик Миклошу Раднотију                        |                       | 44.055696°N 22.102418°E / 44.055696, 22.102418 | Бор (град)      |                 | Бор     | НИШ            |
| СК 916  | Спомен појате „Партизански бивак”                 | Спомен појате „Партизански бивак”                 |                       | 44.076947°N 22.098189°E / 44.076947, 22.098189 | Брусово         |                 | Бор     | НИШ            |
| СК 945  | Црква Успења Пресвете Богородице у Слатини        | Црква Успења Пресвете Богородице у Слатини        |                       | 44.040412°N 22.162137°E / 44.040412, 22.162137 | Слатина (Бор)   |                 | Бор     | НИШ            |
| СК 2054 | Зграда Дома културе у Бору                        | Зграда Дома културе у Бору                        | Моше Пијаде 19        | 44.074893°N 22.098929°E / 44.074893, 22.098929 | Бор (град)      |                 | Бор     | НИШ            |
| СК 2070 | Амам (купатило) Кнеза Милоша у Брестовачкој Бањи  | Амам (купатило) Кнеза Милоша у Брестовачкој Бањи  |                       | 44.060345°N 22.044062°E / 44.060345, 22.044062 | Брестовац (Бор) |                 | Бор     | НИШ            |
| СК 2088 | Пословна зграда на Тргу ослобођења бр. 5 у Бору   | Пословна зграда на Тргу ослобођења бр. 5 у Бору   | Трг ослобођења бр. 5  | 44.077897°N 22.099191°E / 44.077897, 22.099191 | Бор (град)      |                 | Бор     | НИШ            |